# Olga Wladimirowna Jewkowa
Olga Wladimirowna Jewkowa (russisch Ольга Владимировна Евкова; * 15. Juli 1965 in Moskau, Russische SFSR, Sowjetunion) ist eine ehemalige russische Basketballspielerin, die für die Sowjetunion startete.
Am 28. September 1988 gewann Olga Jewkowa bei den Olympischen Spielen 1988 in Seoul mit der sowjetischen Mannschaft die Bronzemedaille. 1990 belegte sie mit dem sowjetischen Team den 5. Platz bei der Weltmeisterschaft in Malaysia.